# Orthopodomyia
Orthopodomyia é um género zoológico de mosquito pertencente à família Culicidae.

## Taxonomia[1]
- Orthopodomyia alba
- Orthopodomyia albicosta
- Orthopodomyia albipes
- Orthopodomyia ambremontis
- Orthopodomyia andamanensis
- Orthopodomyia ankaratrensis
- Orthopodomyia anopheloides
- Orthopodomyia antanosyorum
- Orthopodomyia arboricollis
- Orthopodomyia aureoantennata
- Orthopodomyia comorensis
- Orthopodomyia fascipes
- Orthopodomyia flavicosta
- Orthopodomyia flavithorax
- Orthopodomyia fontenillei
- Orthopodomyia geberti
- Orthopodomyia joyoni
- Orthopodomyia kummi
- Orthopodomyia lanyuensis
- Orthopodomyia madecassorum
- Orthopodomyia madrensis
- Orthopodomyia mcgregori
- Orthopodomyia milloti
- Orthopodomyia nkolbissonensis
- Orthopodomyia papuensis
- Orthopodomyia peytoni
- Orthopodomyia phyllozoa
- Orthopodomyia pulcripalpis
- Orthopodomyia rajaonariveloi
- Orthopodomyia ravaonjanaharyi
- Orthopodomyia reunionensis
- Orthopodomyia rodhaini
- Orthopodomyia sampaioi
- Orthopodomyia siamensis
- Orthopodomyia signifera
- Orthopodomyia wanxianensis
- Orthopodomyia waverleyi
- Orthopodomyia vernoni
- Orthopodomyia wilsoni